# Бейненсон, Борис Иосифович
Бейненсон, Борис Иосифович (4 ноября 1951, Калининград, СССР — 9 июня 2014, Калининград, Россия) — российский педагог и театральный деятель, отличник народного образования, Заслуженный работник культуры РФ (1997):12.

## Биография
Б. И. Бейненсон родился в Калининграде. Его отец, Иосиф Кузьмич Бейненсон (1909 — 1985), был демобилизованным фронтовиком, мама, Бейненсон (Вульф) Мария Даниловна (1921-1968) работала учительницей в средней школе. Родители переехали в послевоенный Калининград (бывший Кёнигсберг) из Крыма. Б. И. Бейненсон окончил среднюю школу № 23, затем Калининградский государственный университет (специальность «Английский язык», 1968—1973), где среди его учителей была Т. Л. Вульфович, с которой Б. И. Бейненсона связывали тесная дружба и многолетнее творческое сотрудничество. После окончания вуза Б. И. Бейненсон работал преподавателем иностранного языка в калининградской школе № 32. Закончил режиссёрский факультет Ленинградского института культуры (1984—1990). Член Союза театральных деятелей России.
История театральной студии под руководством Б. И. Бейненсона началась, по его собственным воспоминаниям, в 1978 году, когда он руководил самодеятельностью в школе № 32. С 1983 года Б. И. Бейненсон руководил театральной студией «СТОП» (Студия творческих опытов) на базе школы № 32, а затем — городского Дворца пионеров (с 1991 года — городского Дворца творчества детей и юношества). С 1990 года — преподаватель английского языка и мировой духовной культуры в школе-лицее № 49 Калининграда, с 1993 года — руководитель театрального класса того же лицея. С 1993 года театральный класс лицея и студия Дворца творчества работают как единый коллектив по договору о сотрудничестве.
Среди спектаклей, которые ставились студией «СТОП» в 1980—2000-х годах — «А зори здесь тихие» (по одноименному роману Б. Васильева), «Ромео и Джульетта» (по трагедии В. Шекспира), «Например, Чацкий» (по комедии «Горе от ума» А. С. Грибоедова), «Мать Иисуса» (по пьесе А. Володина), «Мещанин во дворянстве» (по Ж. Б. Мольеру), «Село Степанчиково и его обитатели» (по Ф. М. Достоевскому), «Приключения Незнайки и его друзей» (по сказке Н. Носова) и др.

### Ученики
Театральный класс лицея, работавший в рамках студии Дворца творчества под руководством Б. И. Бейненсона, стал кузницей кадров для театральных вузов и театров России.
Среди более чем 160 выпускников этого класса — известные российские актеры театра и кино: Ольга Арнтгольц, Татьяна Арнтгольц, актёр театра «Сатирикон» Игорь Гудеев, Сергей Друзьяк, актриса московского ТЮЗа Наталья Мотева, Артем Ткаченко и др.

## Награды
Отличник народного просвещения РФ, Заслуженный работник культуры РФ (1997).
За многолетний добросовестный труд, профессионализм и весомый вклад в развитие Калининградской области Б. И. Бейненсон в 2013 г. был награждён медалью «За заслуги перед Калининградской областью». В 2013 г. ему также был вручен памятный знак «Золотое сердце Янтарного края», учрежденный Министерством образования Калининградской области.

## Память
Кончина Б. И. Бейненсона вызвала много скорбных откликов. В церемонии прощания с учителем, прошедшей в паркетном зале Дворца творчества детей и юношества в Калининграде, приняли участие сотни калининградцев. Б. И. Бейненсон был похоронен 11 июня 2014 года на старом городском кладбище в Калининграде.

Именно с маминой подачи я пошел в театральный класс. Изначально, кстати, она думала, что мне надо идти в цирковое училище, разглядела во мне что-то такое эдакое, но я решил, что это перебор. Второй после мамы человек — Борис Иосифович Бейненсон, который в театральной студии, в 10 и 11 классе, преподавал нам актерское мастерство, историю театра и т. д. и т. п. Благодаря Бейненсону я поехал в Москву и поступил. Благодаря ему же занимаюсь тем, чем занимаюсь.— Актер Артем Ткаченко

Вот каков этот человек — Борис Иосифович Бейненсон! Быть его коллегой — счастье. Потому что фактом своей жизни, своего служения детям он блестяще доказывает: если в юном человеке есть хоть робкая «искра Божия», искра таланта, одарённости, — осторожно, бережно раздуй её, одари ребёнка счастьем творчества, счастьем совершенствования, счастьем служения никогда не постижимому до конца искусству.— Педагог Людмила Панфилова

Борис Иосифович прожил свою недолгую (по нашим временам) жизнь с какой-то особой содержательностью. И речь даже не об учениках только, среди которых много талантливых и ярких, ставших звёздами российского театра и кино. Они были неизбежны, как неизбежны плоды сада, возделанного заботливой и знающей рукой, заботливым и знающим сердцем. Но поразителен сам это сад, выросший из зерна его личности. Удивительно и волшебно. Он был в начале своего пути лишь саженцем этого сада — а в конце сам стал садом.

Борис Иосифович — садовник-сад.— Филолог Павел Фокин

## Интервью
- Борис Бейненсон: «Режиссёр и педагог — это для меня неразделимо абсолютно…»: беседа с режиссёром и педагогом экспериментального театрального класса школы-лицея N 49 и ГДТ г. Калининграда, отличником нар. образования, засл. работником культуры РФ ; Интервьюер И. Савостин, Фот. С. Ломакин // Аргументы и факты: Регион.прил. Калининград. — 1998. — 21 (№ 21, май). — С. 12—13.
- Борис Бейненсон: Самому мне на сцене неловко // Комсомольская правда: Регион. прил. Калининград. — 2006. — 27 июля.
- Интервью с Борисом Бейненсоном (НТРК «Каскад», 24 ноября 2013 г.) Архивная копия от 13 июля 2014 на Wayback Machine

## Публикации
- Б. И. Бейненсон. Человек за всё платит сам. — В кн.: Прошла, овеяла крылом…: Воспоминания о Т. Л. Вульфович. — Калининград: Калининградское книжное издательство, 2003. С. 63—82.